# Joseph Danquah
Joseph Kwame Kyeretwie Boakye Danquah (ur. w grudniu 1895, zm. 4 lutego 1965) – ghański polityk i prawnik.
W 1957 był jednym z założycieli Zjednoczonej Konwencji Złotego Wybrzeża (UGCC) przewodzonej przez późniejszego prezydenta niepodległej Ghany - Kwame Nkrumaha. Danquah domagał się autonomii dla Złotego Wybrzeża, a po uzyskaniu przezeń niepodległości i zmianie nazwy kraju na Ghana stał się przeciwnikiem rządów Nkrumaha. Z tego powodu w 1961 trafił do więzienia, skąd wyszedł w następnym roku. Powtórnie znalazł się w zakładzie karnym w 1964 i pozostał tam aż do śmierci.